# Drivin' n' Cryin
Drivin' n' Cryin is een Amerikaanse hardrock/southern rockband uit Atlanta, Georgia.

## Bezetting
Leden
- Kevn Kinney
- Tim Nielsen
- Dave V. Johnson
- Laur Joamets (gitaar)

Voormalige leden
- Jeff Sullivan (drums)
- Sadler Vaden (gitaar)
- Frank French
- Joey Huffman (toetsen)
- Paul Lenz (drums)

- Buren Fowler (gitaar)
- David Franklin
- Mac Carter
- Aaron Lee Tasjan

## Geschiedenis
De band werd geformeerd in 1985 in Atlanta, toen Kevn Kinney contact maakte met Frank French in Franks opnamestudio Dragon Path Music en 's nachts begon met originele songs en soms werkte in Franks winkel Far East Futon Company in Atlanta. Kinney maakte ook contact met Tim Nielsen, die op dat moment deel uitmaakte van de populaire band The Nightporters met drummer Paul Lenz. Kinney was net vanuit Milwaukee naar Georgia verhuisd en werkte overdag in een rioolwaterzuiveringsinstallatie, terwijl ze 's nachts speelden bij folkconcerten. De naam Drivin' n' Cryin' werd gekozen uit een van de vele nummers van Kevn, die de twee richtingen van hun muziek weerspiegelden.
Verschillende muzikanten, waaronder Frank French, begeleidden het trio de eerste jaren. Ze tekenden in 1986 bij het indie-label 688 Records, nadat ze een van de topattracties van waren geworden. Het eerste album Scarred But Smarter hielp de band aan vele tourneedata en later een contract met Island Records binnen te halen. In 1987 verliet Lenz de band en werd vervangen door Jeff Sullivan, die net op tijd werd gerekruteerd om hen te vergezellen voor hun eerste publicatie bij een belangrijk label. Sullivan was de drummer van Mr. Crowes Garden, de band die later The Black Crowes werd, voordat hij bij Drivin' n' Cryin' kwam. Datzelfde jaar hield de band zijn eerste 'Benefit For The Hopeful', een concert om geld in te zamelen voor daklozenorganisaties in Atlanta, dat jaarlijks werd gehouden op 8 december, de verjaardag van de dood van John Lennon. Gitaartechnicus en toerritmegitarist Buren Fowler van de band R.E.M. uit Georgia voegde zich op dit moment ook bij het trio. Hij werd officieel gevraagd om in 1988 bij de band te komen op een meer permanent niveau (maar niet als officieel lid), na vele optredens op het podium met de band.
De band bracht begin 1988 zijn eerste album Whisper Tames The Lion uit voor Island Records,  geproduceerd door Anton Fier. Het album piekte op nummer 130 in de Billboard 200. Radiosucces op de universiteit (en wat commercials) stapelden zich op met airplay van de nummers Can't Promise You The World (waarvoor de band zijn eerste video filmde) en Powerhouse.
1989 markeerde het uitbrengen van Mystery Road, inclusief livemateriaal als Honeysuckle Blue en Straight To Hell. In 1991 bracht de band het keiharde Fly Me Courageous uit. Geproduceerd door Geoff Workman, werd het album commercieel het meest succesvolle album van de band en werd met goud gecertificeerd. De volgende jaren toerde de band met artiesten als Neil Young en Soul Asylum. In 1993 bracht de band het album Smoke uit, geproduceerd door Geoff Workman, dat piekte op nummer 95 in de Billboard 200-hitlijst. Dit album was een andere rocker, maar slaagde er niet in om het publiek te bereiken zoals zijn voorganger.
In 1994 besloot de band af te stappen van de zware gitaargeluiden van de vorige twee platen en haalde toetsenist Joey Huffman binnen om Buren Fowler te vervangen. Datzelfde jaar verliet de band Island Records en vond een nieuw thuis bij Geffen Records. Het eerste en enige Geffen-album Wrapped In Sky uit 1995 bevatte nieuw toegevoegde keyboardgeluiden en een terugkeer naar het oorspronkelijke geluid van de band. In 1997 werd een titelloos album uitgebracht, twee jaar later gevolgd door het livealbum The Essential Live Drivin' n' Cryin'. In 2000 bracht de band The Ultimate Collection uit, een Best-Of-collectie. In 2003 bracht de band de ep Detroit City Rock uit met vier nummers, met een cover van Let It Be van The Beatles, opgenomen in New York op 13 september 2001. De band bracht zijn eerste volledige studioalbum The Great American Bubble Factory uit in 12 jaar op 29 september 2009. In 2011 prees de Georgia General Assembly Drivin' n' Cryin' in een huisresolutie voor de prestaties van de band.
Vanaf 2012 begon de band met een reeks ep's, elk samengesteld uit nummers die een bepaald thema behandelen. De eerste, Songs from the Laundromat, werd uitgebracht op 12 juni, gevolgd door Songs About Cars, Space en The Ramones op 18 september. Op 5 maart 2013 werd Songs From The Psychedelic Time Clock uitgebracht. De laatste publicatie van de ep-serie was Songs For The Turntable, die uitkwam op 14 januari 2014.
In 2012 werd de documentaire Scarred but Smarter: Life n Times of Drivin' n' Cryin' over de band gemaakt. In 2015 werd Drivin' n' Cryin' ingewijd in de Georgia Music Hall of Fame. In 2016 ondersteunde de band Dan Baird & Homemade Sin op het Britse deel van hun Europese tournee en werd opnieuw aangevuld door gitarist Warner E Hodges. 
Kevn Kinney heeft in de loop der jaren ook een solocarrière opgebouwd. Hij bracht zijn eerste soloalbum, het akoestische MacDougal Blues uit in 1990. Dit werd gevolgd door Down Out Law in 1994 en The Flower And The Knife in 2000. Op de laatste stonden gasten als Blues Traveler's John Popper, Edwin McCain en leden van Gov 't Mule en The Allman Brothers Band. Hij heeft sindsdien nog vijf soloalbums uitgebracht en treedt regelmatig op als soloartiest, waaronder live samenwerkingen met Peter Buck van R.E.M.

## Discografie

### Singles
- 1988:	Can't Promise You the World
- 1988: Powerhouse
- 1989:	Straight to Hell
- 1989: Wild Dog Moon
- 1989: Honeysuckle Blue
- 1991: Fly Me Courageous
- 1991: Build a Fire
- 1991: The Innocent
- 1992:	Around the Block Again
- 1993:	Smoke
- 1993: Turn It Up or Turn It Off
- 1995:	Light
- 1995: Telling Stories
- 1997:	Paid in Full
- 1997: Let Lenny B

### Albums
- 1986: Scarred but Smarter
- 1988: Whisper Tames the Lion
- 1989: Mystery Road
- 1991: Fly Me Courageous
- 1991: Live on Fire (ep, livetracks van Six Flags Over Georgia)
- 1993: Smoke
- 1995: Wrapped in Sky
- 1997: Drivin' 'n' Cryin'
- 1999: Essential Live
- 2000: Ultimate Collection
- 2003: Detroit City Rock (ep)
- 2009: The Great American Bubble Factory
- 2012: Songs from the Laundromat (ep)
- 2012: Songs About Cars, Space and The Ramones (ep)
- 2013: Songs from the Psychedelic Time Clock (ep)
- 2014: Songs for the Turntable (ep)
- 2016: Best of Songs
- 2018: Too Late to Turn Back Now! (zelfbenoemd 1997 album, geremasterd met een andere titel)
- 2019: Live the Love Beautiful